# Simon Deploige

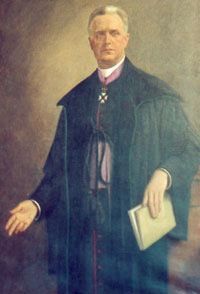
Simon Deploige
(1868-1927).

Simon Deploige (Tongeren, 15 oktober 1868 - Leuven, 19 november 1927) was een Belgisch priester, theoloog en politicus.

## Levensloop
Hij was de zoon van de burgemeester van Groot-Loon Lièvin Deploige (1823-1892) en Marie de Paifve (1826-1902). Zijn broer Florent Deploige (1864-1932), advocaat van opleiding, werd onder meer voorzitter van de provincieraad van Limburg.
Deploige deed zijn humaniora te Tongeren en ging daarna naar de Katholieke Universiteit Leuven waar hij in 1888 afstudeerde als doctor in de Filosofie en de Letteren en in 1889 als doctor in de Rechten en 1890 als licentiaat in de Thomische Filosofie. Nadat hij een drietal jaar advocaat was, werd hij in 1893 benoemd tot professor in het Hoger Instituut voor Wijsbegeerte te Leuven en werd secretaris van de Désiré-Joseph Mercier, de stichter van dit instituut. In 1896 werd hij door de bisschop van Luik, Victor-Joseph Doutreloux, tot priester gewijd.
Wanneer Mercier in 1906 werd bevorderd tot aartsbisschop van Mechelen, volgde hij hem op aan het hoofd van dit instituut en werd in het geheim ook kamerheer van de paus. Hij had een zeer goede en vriendschappelijke relatie met kardinaal Mercier, ook buiten het professionele. In 1912 werd hij huisprelaat van de paus en was op deze manier gedurende de Eerste Wereldoorlog de verbindingspersoon tussen de Belgische (religieuze) overheid en het Vaticaan. Volgens sommige bronnen werd hem na het overlijden van kardinaal Mercier gevraagd om hem in 1926 als aartsbisschop van Mechelen op te volgen, hetgeen hij zou hebben geweigerd.
Van 1923 tot 1927 was hij voor de Katholieke Partij als provinciaal senator van Limburg lid van de Belgische Senaat. In 1927 overleed hij plotseling aan een hartaanval.

## Publicaties
- Le referendum royal, in: La Revue générale, 1891.
- Le referendum en Suisse. Precédé d'une lettre sur le référendum en Belgique par J. Van den Heuvel, Brussel, 1892.
- Le vote obligatoire en Suisse, Brussel, 1893.
- La théorie thomiste de la propriété, Leuven, 1895.
- Saint-Thomas et la question juive, Leuven, 1897.
- Le Boerenbond, Leuven, 1897.
- Politique catholique et politique socialiste, in: Revue sociale catholique, 1898.
- L'emancipation des femmes, Leuven, 1902.
- Le conflit de la morale et de la sociologie, Leuven, 1910; 4e ed., Paris, 1927.
- Au seuil de l'université. Allocution, Leuven, 1912.
- La voix des neutres. Espagne et Belgique, Paris, 1918.